# 太平山林場
太平山林場此一名稱有二重涵義：
1. 第二次世界大戰後至1960年之前，它是林保署下轄單位的名稱，與阿里山林場及八仙山林場並列臺灣三大林場，下轄太平山分場及大元山分場。1960年後與羅東山林管理所合併並易名為為蘭陽林區管理處，兩分場各改稱為太平山工作站及大元山工作站，但太平山林場此一名稱依然普遍使用。
2. 1989年太平山工作站轉型為太平山國家森林遊樂區後，太平山林場之名一般用以指稱太平山國家森林遊樂區所在之新太平山及翠峰湖。

## 林場歷史

### 設立沿革
與八仙山林場一樣，太平山的林業資源是1906年警察進行番地巡邏時所發現（最初發現之地為棲蘭山一帶），番地的管理與台灣山林資源的開發有著密切之關連。然當時番地情勢未穩，當時以強悍著稱的泰雅族溪頭群與南澳群居住於此，殖民政府雖然知道此處有豐富之資源，但卻無法進行大規模調查與開採。1914年台灣總督府理番事業告一段落，北部地區的原住民多半己歸順日本，營林局認為可以著手進行開發作業，便派遺中里正與矢田英輔前往調查，最後兩人寫給當局的報告書提到：「宜蘭濁水溪兩岸堪稱本島森林資源的精華所在，極富開採價值，為增加國力，該流域之開發是刻不容緩的急務」。最初太平山林區由阿里山作業所負責，1915年才轉由營林局管理。營林局最初在嘉羅山區從事伐木，開啟太平山受人矚目的林業發展。

### 日治時期
1912-45之34年間，全台立木處分（含官營伐木與特賣民營）計為17,340,564m3，年均510,017m3，1900-42之43年間，全台伐木面積352,889公頃，年均8,207公頃；其中各官營伐木事業（阿里山、八仙山、太平山）合計伐採立木6,630,142m3，伐採面積18,432公頃；核算所得：官營伐木年均伐採量195,004m3，單位面積伐採量360m3/ha，可謂「擇肥而噬」。伐採跡地復舊造林6,468公頃，僅為總伐採面積之35.1%。1941年冬日人挑起太平洋戰爭，次年全台處分用材林106.7萬m3；1943-45之3年間無伐木記錄（或有之而被毀），衡情應各逾100萬m3；另據資料，1945年伐採立木1,369,795萬m3，面積5,243公頃，創日人在台伐採最高紀錄。日治時期太平山事業地的面積約為二萬六千公頃，共搬出九十九萬立方公尺的木材，於日治時期官營林業中，僅次於阿里山事業處。初期伐木、集材、運材等作業，因伐木設備與運材管道較落後，一般都由人力運作，用簡單的伐木器具來砍樹，在運輸系統未建立前，先沿著山坡地形在山上鋪設木馬道或木滑道，讓木材順著山勢滑下，再將原木拖曳至土場，最後利用濁水溪（今蘭陽溪）集運木材。1921年為改善交通網絡，以土場做為起點興建運材鐵道，先後完成土場至羅東之鐵道（一般稱為平地鐵道），取代原來溪運的方式。而一般人所稱之森林鐵道，路線主要是從土場開始，接往不同的伐木區，現今太平山著名之蹦蹦車則是乃改建自森林鐵道之茂興線。山區原本之木馬道改為輕便鐵道，同時用索道來銜接鐵路，規劃出一個完整的運輸系統。總計日治時期太平山事業地之軌道運輸系統共68.01公里，山地軌道共有六線31.15公里，平地鐵道則有36.40公里。除軌道外，太平山於1925年還首度使用架空之索道，這種由日籍技師崛田蘇彌太所設計的索道，利用架空的鋼索運輸木材，並將索道台車輪設計成與地面軌道相同，索道可以直接連結至軌道，使之山區所伐之木材可以透過索道與軌道之結合，直接運送至土場，簡省許多人力物力，後來此發明運用到全台。太平山林區的開發雖然較阿里山晚，但生產量卻直追阿里山，成為台灣最重要的木材出產地之一。

### 國民政府時期
戰後太平山林地由林產管理委員會第一組管轄，並命名為太平山林場，後來名稱幾經更跌，一般人仍是以林場稱之，直到近年來林務局成立太平山國家森林遊樂區，國人才漸漸以森林遊樂區稱呼之。戰後的太平山林區，雖然經過日治末期，殖民政府因軍需之故，大量砍伐本區林木，但太平山的林業資源並沒有枯竭，總計日治時期（1915-1945）每年平均生產之木材為37,109立方公尺。太平山與阿里山、八仙山林區不同的是，戰後太平山仍然維持著相當豐富的森林資源，不似另兩處林區，戰後時期林木出產量明顯低於日治時期。反觀太平山林場於戰後期間（1946-1982）1958砍伐影片紀錄（页面存档备份，存于），每年平均生產之木材為39,956，竟然比日治時期還高，是全台林區生產量最高之處，由當時的索道運量可以看出，日治時期平均每日運送次數為20次，戰後則為30至35次，最高曾達每日83次。

### 林場尾聲及轉型
1970年代，林木砍伐漸漸進入尾聲。1973年，太平國小撤校，同年為配合計畫中的大元山工作站裁撒，延伸該工作站所屬之運材軌道晴峰線與太平山工作站之三星線相接，使大元山林場晴峰鐵路路尾段接軌以上的地區產出的林木得以改經太平山輸出，翠峰湖地區產出的林木以處理「殘材」外包木材承包商，砍伐後殘留的根株以及白枯木、枯倒木全部清理徹底，使用改裝的10輪運材大卡車行駛古魯林道(翠峰湖─望洋山腰─南澳北溪河床─中間─古魯)，運往羅東。1977年，產出已明顯下降，開始研議建立森林遊樂區。1979年，由於風災影響，羅東森林鐵路停用，改用林道及公路運輸。1981年，所有鐵道及索道等運輸設備停用。1982年，林場事業結束，開始發展森林遊樂事業。最後，於1989年，太平山國家森林遊樂區向外開放。

## 蘭陽林區管理處
1960年，羅東山林管理所與太平山林場合併成立蘭陽林區管理處。
蘭陽林區管理處所屬林場：
•	大元山林場
•	舊太平山林場
•	新太平山林場
•	和平工作站：大元山林場裁撤後的員工遷往。

## 林場和工作站的區別
林場除負責伐木、集材、運材作業外，還設有辦公的事務所、合作社、醫護室、機械修理廠、製材所(鋸木廠)、發電廠，也設有學童就讀的小學，還有對外營業的招待所、食堂，是一個可以完全獨立生活機能的區域，因此員工眷屬可以進入山區組成家庭。
工作站則完全沒有上述組織單位，只負責伐木、集材、運材作業。如和平工作站，原木裝載於運材卡車上，檢尺計算材積完畢便駛出山區，從和平溪附近出山，經蘇花公路抵達羅東竹林。和平工作站嚴禁員工眷屬入住或進入探視，以致造成資料欠缺，現今仍是一團迷霧無法探索。和平工作站除伐木、集材、運材的機具和工寮外，沒有其他設施。

### 大元山林場
大元山一帶的林木自第二次世界大戰末期開始開採，戰後於1946年改為太平山林場下轄之大元山分場，採伐範圍逐漸延伸到翠峰湖所在之望洋山地區，1960年再改制為大元山林場。雖然現今一般認為翠峰湖是新太平山的一部份，但兩者早期開發時的關連不大，翠峰湖地區的林木長期經由大元山林場專屬的運輸系統向羅東輸出，不需要經過太平山森林鐵路。直到1973年（民國62年），翠峰湖地區的大元山運材鐵路晴峰線與太平山森林鐵路三星線於中興崗接軌，兩者才有運材軌道的直接連接。接軌完成後，大元山林場隨即於1974年（民國63年）裁撒，翠峰湖一帶劃歸太平山工作站管轄，翠峰湖鄰近山區的林業以處理「殘材」外包木材承包商，砍伐後殘留的根株以及白枯木、枯倒木全部清理徹底，使用改裝的10輪運材大卡車行駛古魯林道(翠峰湖─望洋山腰─南澳北溪河床─中間─古魯)，運往羅東。
在台灣，大元山是所有林場中砍伐最嚴重，破壞最徹底，貢獻材積遠遠勝過新、舊太平山林場，然最終卻成為被遺忘，煙消雲滅的命運，搜尋資料檔案異常困難，現在許多生長在宜蘭地區能夠知道大元山林場已經寥寥無幾。
大元山林場最鼎盛時期，每年生產材積可達8萬立方公尺，是台灣所有林場之冠，將太平山林場(新太平山林場)遠遠拋之於後。即使是民國63年大元山林場裁撤時，整個蘭陽林區管理處總產量只剩4萬5千立方公尺，太平山僅1萬5千立方公尺，大元山比太平山林場還多5千立方公尺，仍達2萬立方公尺，太平山林場產量只是大元山林場的75%。
大元山林場是臺灣林業砍伐破壞最徹底的林區，每株神木都是直挺挺的，不像司馬庫斯、明池森林遊樂區、拉拉山、新竹尖石鄉鎮西堡、南山神木、......等神木那樣扭曲變形，由於株株神木都是可以充分利用的「成材」樹木，招致棵棵「必砍」的命運，包括是目前所知台灣最大的神木，腰圍有阿里山神木兩倍且枝葉茂盛的數千年挺拔高聳神木，以及每棵都是千年以上的三代木等台灣珍貴神木都沒有遺留，當時對紅檜及扁柏等的摧殘， 整座山赤裸裸的只能以「滿目瘡痍」來形容。大元山林場林業開發最後階段甚至以處理「殘材」的名目將根株、枯倒木、白枯木清除，更將大元山林場分割劃入其他林業事業區，企圖抹掉所有歷史跡痕，讓後世永遠無法知曉。
當時連承包拆除索道、蹦蹦車、鐵道、房舍各項運材設施以及闢建平元林道兩項工程的廠商也加入掠奪，行徑猖狂囂張藉機盜砍珍貴林木，形同目無法紀的山老鼠，連挺立的白枯木、砍伐後殘留的樹根、傾倒在地的枯倒木都不放過，道盡當年台灣林業開發的官商關係，大元山林場的慘狀是一根運材鐵道枕木都沒有留下。而政府害怕醜陋的真相被揭發，甚至為了遮掩罪行讓大元山林場在文獻及記憶消失，將大部分的歷史紀錄全被湮滅。依據退休員工所述，大元山的伐木產量可是遠超過木瓜山林場、林田山林場數十倍的之多，竟然沒有任何官方資料，全無管道可以查詢。成為黑暗的歷史。  

### 舊太平山
位置相當於今日的加羅山（眠腦山區），包括太平山、十字路、神代谷、日向台、門之澤、源、栂之尾、追分、峽月、見晴、嘉羅山（加羅山）、多聞溪（多望溪）等地。自1917年（大正6年；民國6年）3月開始生產，使用管流（利用濁水溪溪水漂送原木）的方式向外輸送原木，以今日之員山做為木材集散地。1922年時，台灣電氣株式會社希望利用濁水溪以建立水壩進行發電，勢必影響管流的運作，因而決定興建羅東森林鐵道以取代管流，木材之集散地亦改設於羅東。

### 新太平山
位置相當於現今的太平山國家森林遊樂區，以南湖大山山系及三星山山系為主，包括中間、蘭台、白嶺、白糸、上平、新太平山、萬石、曙、壽、吉野、峽林、路尾等地，是目前一般口語所指稱之太平山林場。1935年（昭和10年；民國24年）仁澤索道、白嶺索道、白系索道完工，隨後於1937年（昭和12年；民國26年）生產中心由舊太平山轉移到新太平山，茂興線開始輸出木材。戰後於1946年改制為太平山林場下轄之太平山分場，1960年配合林務局改制，成為蘭陽林區管理處下轄之太平山工作站。

### 太魯閣分場
創立於1942年，屬日人經營之南邦林業株式會社所屬花蓮港支店。1945成為太平山林場下轄之太魯閣分場，隨後於1948年1月獨立為太魯閣林場。

## 外部連結
- 《太平山森林開發史》（页面存档备份，存于）
- 《火車快飛  重回歷史》[永久]
- 《好山好水好蘭陽》（教學資料庫）
- 《太平山伐木歲月》
- Free China Launches Huge Logging Drive (1958) - YouTube （页面存档备份，存于）